# The Women Men Don't See
The Women Men Don't See é uma novela de ficção científica da autoria da escritora norte-americana Alice Bradley Sheldon, publicada sob o pseudônimo James Tiptree, Jr. em 1973.
Originalmente publicado na revista The Magazine of Fantasy & Science Fiction, a novela foi posteriormente republicada na edição do trigésimo aniversário da revista em outubro de 1979, e novamente em 2009 na antologia The Very Best of Fantasy & Science Fiction: Sixtieth Anniversary Anthology.

## Sinopse
Narrado sob a perspectiva de Don Fenton, um agente do governo norte-americano, a novela conta o confronto de Don e Ruth Parsons, uma mulher que este conheceu durante as férias no México, quando o avião que fretavam cai na costa de Quintana Roo. Quando Don e Ruth se separam dos restantes sobreviventes para procurar água potável, Don irrita-se com Ruth por esta não entrar em pânico ou não agir da maneira que este esperava de uma mulher, seguindo-se uma série de conversas sobre as expectativas que a sociedade impõe nas mulheres e como Ruth se sente alienada desse mundo, não sendo compreendia por Don. Posteriormente, o grupo cruza-se com uma nave alienígena e Ruth implora para ser levada para longe da Terra enquanto Don tenta "salvá-la" dos extraterrestres.

## Escrita
Alice Sheldon comentou que conhecia a personagem de Ruth Parsons tão bem que tudo o que ela precisava fazer era "evitar que ela falasse demais", provando-se por vezes ser díficil comunicar indiretamente a raiva de uma mulher com voz imparcial. Segundo a autora, ela também revelou que "A mensagem é a total incompreensão das motivações das mulheres pelo narrador, que relaciona tudo consigo mesmo", sendo Ruth, na visão de Don Fenton, apenas uma possível sedução, invísivel ou praticamente invísivel, mesmo no meio de uma emergência.

## Recepção
Robert Silverberg revisou a história antes de se saber publicamente que as obras tinham sido escritas por uma mulher, tendo comparado favoravelmente a novela com as de Ernest Hemingway. Na sua crítica, o escritor observou que "é uma história profundamente feminista contada de uma maneira inteiramente masculina e merece muita atenção por parte daqueles que estão na linha de frente nas guerras de libertação sexual, masculina e feminina". Após ter sido revelada a verdadeira identidade da autora, Silverberg revelou que Alice Sheldon  "deu uma grande dor de cabeça".
Quando The Women Men Don't See chegou à fase final da atribuição do Prêmio Nebula, Alice Sheldon retirou-o da votação, alegando que preferia dar uma oportunidade a outros escritores. De acordo com Julie Phillips, a autora não queria que a assinatura masculina do nome James Triptree Jr. desse à história uma vantagem injusta. Gardner Dozois disse que The Women Men Don't See deveria ter vencido o Prêmio Hugo de Melhor Novela, embora a obra não tenha sido nomeada. Coincidentalmente, nesse mesmo ano, a história The Girl Who Was Plugged In venceu o dito prémio, tendo ainda sido nomeada para o Prémio Hugo de Melhor Novelette o conto Love Is the Plan the Plan Is Death. The Women Men Don't See também foi nomeado para o Prémio Locus de Melhor Conto em 1974.

## Links externos
- The Women Men Don't See, base de dados do lançamento no Internet Speculative Fiction Database (em inglês)